# Teleutomyrmex
Teleutomyrmex (лат.) — ранее выделявшийся род мелких паразитических муравьёв (Formicidae) из подсемейства Myrmicinae, у которых утрачена каста рабочих. По результатам ревизии 2014 года все виды рода Teleutomyrmex отнесены к роду Tetramorium, однако, его таксономический статус оспаривается и после этого.

## Распространение
Европа, Малая Азия (Анатолия, Турция).

## Охранный статус
Оба вида рода включены включены в «Красный список угрожаемых видов» (англ. IUCN Red List of Threatened Animals).

## Описание
Мелкие социальнопаразитические муравьи (длина около 2 мм), обнаруживаемые в гнёздах других муравьёв рода Tetramorium. Свою рабочую касту утратили и поэтому собственных гнезд не имеют. Известны только половые особи. Стебелёк между грудкой и брюшком состоит из двух члеников: петиолюса и постпетиолюса (последний четко отделен от брюшка), куколки голые (без кокона).

## Систематика
Род включал 4 вида. В 2014 году в ходе ревизии подсемейства мирмицины американскими энтомологами было предложено синонимизировать род Teleutomyrmex с родом Tetramorium. Однако, даже спустя два года европейские мирмекологи не признали это действие и в 2017 году описали два новых вида под старым родовым названием.
- Teleutomyrmex buschingeri Lapeva-Gjonova, 2017 (Болгария)[2] (= Tetramorium buschingeri)
- Teleutomyrmex kutteri Tinaut, 1990 (Испания)[3][4] (= Tetramorium kutteri)
- Teleutomyrmex schneideri Kutter, 1950 (Европа) (= Tetramorium inquilinum)
- Teleutomyrmex seiferti Kiran & Karaman, 2017 (Турция)[2] (= Tetramorium seiferti)